# Marc van Oostendorp
Marc van Oostendorp (AFI: ˈmɑr(ə)k fɑn ˈoːstə(n)dɔr(ə)p; Rotterdam, 15 dicembre 1967) è un linguista ed esperantista olandese. Dal 2022 è membro dell'Akademio de Esperanto.

## Gli studi
Van Oostendorp apprese l'esperanto durante l'adolescenza, nel 1982; in un'intervista rilasciata a Libera Folio ha dichiarato che dell'esperanto «lo attraggono in particolar modo gli ideali».
Studia all'Università di Leida, dove consegue la laurea di primo livello in letteratura olandese e linguistica (1987); prosegue gli studi presso l'Università di Tilburg, dove consegue la laurea di secondo livello in linguistica computazionale e generale (1991) e, in seguito, il dottorato in linguistica (1995), entrambi con lode. Nel 1995 fonda il Project Laurens Janszoon Coster, una biblioteca elettronica ad accesso gratuito per la letteratura classica olandese.

## Insegnamento ed esperanto
Grazie al sostegno finanziario dell'UEA, diviene professore associato con incarico speciale presso l'Università di Amsterdam, dove si occupa d'interlinguistica ed esperanto (1997-2001). Con decorrenza dal 1999 è ricercatore senior presso l'Istituto Meertens dove, peraltro, ricopre il ruolo di direttore del dipartimento di linguistica.
Da docente visita diversi atenei, tra cui l'Università dell'Essex, di Toronto, di Amherst (Massachusetts), di Tromsø, di Trondheim, di Verona, di Barcellona e di Tubinga. È stato corrispondente settimanale di linguistica per Radio Noord-Holland (dal 2004).

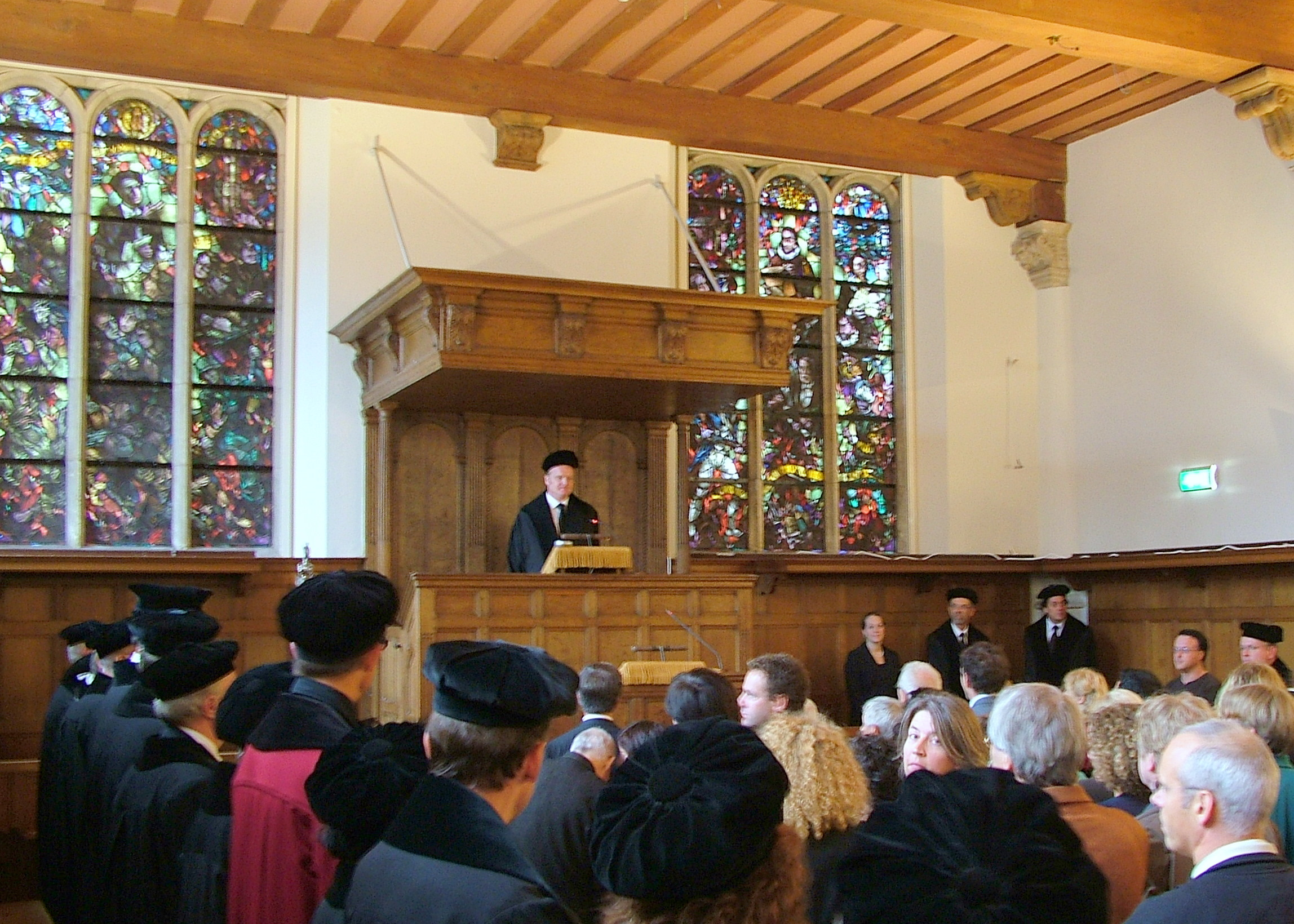
Discorso inaugurale di Marc van Oostendorp all'Università di Leida, nel 2008.

Presso l'Università di Leida si occupa, dal 2007, di microvariazioni fonologiche e tiene, nel 2015, un ciclo di seminari di natura divulgativa sulla pronuncia delle lingue. Diviene poi professore di linguistica e comunicazione all'Università Radboud di Nimega (2017) e ricopre il ruolo di ricercatore presso l'Istituto Meertens dell'Accademia Reale Olandese delle Arti e delle Scienze, ad Amsterdam.
Il 21 maggio 2022, nel corso di un incontro annuale tenutosi a Lunteren, è eletto presidente di Esperanto Nederland, l'associazione nazionale esperantofona olandese affiliata all'UEA.
Van Oostendorp collabora con Genootschap Onze Taal (lett. "società per la nostra lingua"), col quotidiano NRC, e con la rivista Neerlandistiek. È anche redattore per Taalpost, un bollettino trasmesso tre volte alla settimana per posta elettronica che tratta di linguistica, in generale, e della lingua olandese, in particolare; a questa iniziativa lavora insieme con l'editore belga Erik Dams e col giornalista fiammingo Ludo Permentier.
Nel 2022 è eletto membro dell'Akademio de Esperanto, con mandato fino al 2028; In qualità d'accademico ha guidato il gruppo di lavoro degli esami del QCER (in esperanto laborgrupo de la KER-ekzamenoj). Il gruppo, in collaborazione con l'UEA, ha stabilito il materiale d'esame (testi, video, interviste radiofoniche, ecc.) da somministrare ai candidati alle prove di livello C2 degli esami di padronanza linguistica d'esperanto.

## Opere
- (EN) Marc van Oostendorp e altri (a cura di), The Blackwell Companion to Phonology, Malden, MA, Wiley-Blackwell, 2011, ISBN 978-1-4051-8423-6.
- (EN) Marc van Oostendorp e Jeroen van de Weijer (a cura di), The Internal Organization of Phonological Segments, Berlino, Mouton De Gruyter, 2005, ISBN 3-11-018295-5.
- (EN) Phonological Projection. A Theory of Feature Content and Prosodic Structure, Berlino, Mouton De Gruyter, 2000, ISBN 9783110154221.